# Herojski ratnici
Herojski ratnici (eng. Heroic warriors) ponekad poznati i kao Gospodari svemira (eng. Masters of the Universe), izmišljena grupa junaka iz multimedijske franšize Gospodari svemira, predvođena He-Manom, najmoćnijim čovjekom u svemiru, koja štiti Eterniju od zlih sila predvođenih Skeletorom. Za razliku od stalne vojske Eternosa, Herojski ratnici čine neformalnu grupu koja pomaže vojnim snagama kralja Randora u obrani, a njihova najvažnija zadaća je zaštita dvorca Siva Lubanja i njegovih tajnih moći.
Man-At-Arms i Teela čine dio kraljeve garde, dok je He-Man zapravo prijestolonasljednik princ Adam pa se stoga nalazi u dvostrukoj ulozi, tajnovitog moćnog ratnika i službenog branitelja Krune.
Glavni protivnici Herojskih ratnika su Skeletorovi Zli ratnici te Zla Horda i Ljudi zmije.

## Najpoznatiji Herojski ratnici
- He-Man - najmoćniji čovjek u svemiru; zapravo tajnovito i herojsko obličje princa Adama
- Man-At-Arms - vojni inženjer na kraljevskom dvoru Eternosa te očuh Teele, kapetanice kraljevske straže
- Teela - kapetanica kraljevske straže i pokćerka Man-At-Armsa, kao i kćerka Čarobnice dvorca Sive Lubanje
- Stratos
- Ram-Man
- Borbeni Mačak - Adamov ljubimac i He-Manov glavni sudrug u brojnim avanturama. U obličju Cringera je strašljiva velika mačka, a preobražen u moćnu mačku s oklopom postaje hrabar i neustrašiv
- Orko - maleni čarobnjak s planete Trolle iz druge dimenzije, čije su čarolije znatno slabije, nego na njegovom matičnom planetu. Prijatelj je princa Adama, poznavatelj njegove tajne moći i dvorski čarobnjak
- Čarobnica - čuvarica tajni i moći dvorca Sive Lubanje zavjetovana ta zauvijek štiti dvorac i samu Eterniju od zlih sila. Teelina je majka, ali ju je zbog svoje dužnosti predala na odgoj Man-At-Armsu
- kralj Randor - kralj Eternosa te otac princa Adama i princeze Adora; suprug kraljice Marlene
- Buzz-Off
- Fisto
- Sy-Klone
- Roboto
- Man-E-Faces - dvorski glumac i herojski ratnik koji ima sposobnost preobrazbe u robota i čudovište, što mu omogućava dodatne moći
- Mekaneck